# Антигідроген

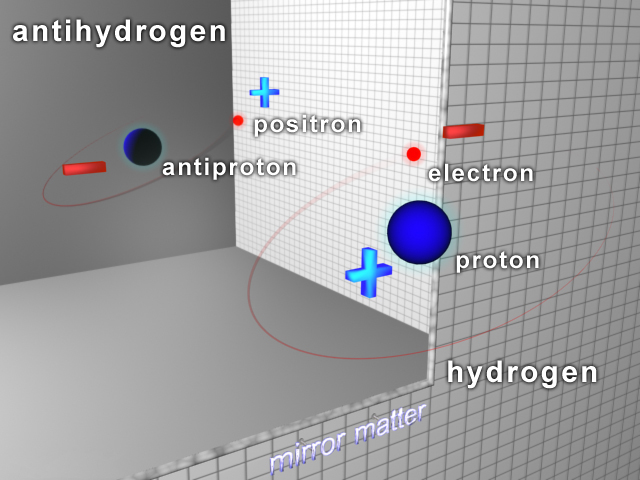
Антиводень складається з антипротона і позитрона

Антигідроген чи антиводень — це зв'язаний стан двох античастинок: антипротона та позитрона, і є антиречовиною до атомів водню.
У той час як атом водню складається з електронів і протонів, і є дуже поширеним елементом в природі, атоми антигідрогену створили штучно і спостерігали вперше незначний час в 1995 році в експерименті SP20 на прискорювачі LEAR в ЦЕРНі. У 2002 році вчені синтезували і утримували холодний антигідроген в значних кількостях, — 50 000 000 атомів. У 2010 році учасники експерименту ALPHA, що проводився в ЦЕРН, не тільки створили атоми антигідрогену, але й утримували їх у спеціальній пастці протягом 0,1-0,2 секунди, а в 2011 році цей час було збільшено до 17 хвилин. У травні 2012 року вдалося зробити значний прогрес у вивченні антигідрогену: вчені дослідили його надтонку структуру.
Вивчаючи античастинки, і антиатоми зокрема, науковці сподіваються відповісти на питання щодо нерівномірного розподілу речовини і антиречовини в Всесвіті.
Стандартний символ антигідрогену: {\displaystyle {\rm {\bar {H}}}}.

## Історія
Позитрони були знайдені і описані у 1931 році Девідом Андерсеном у космічних променях. У 1955 році на спеціально побудованому прискорювачі беватроні був синтезований антипротон. Проте, навіть за наявності складових, створення антигідрогену є технічно складним завданням. У 1978 році у ЦЕРНі були випробувані технології зберігання антипротонів, що дозволили утримувати їх до 85 годин — до того час життя антипротонів становив лише частки секунди. Лише у 1995 році у ЦЕРНі група під керівництвом Вальтера Уолерта зафіксувала утворення антиатомів. Для цього пучок антипротонів направляли на ксенонову мішень (потік атомів ксенону). Антипротони взаємодіяли з ядром ксенону, і дуже рідко енергія цієї взаємодії була достатньою для утворення електрон-позитронної пари, причому позитрон утворювався одразу у зв'язаному стані, на орбіті антипротону. За два місяці експерименту було зафіксовано лише 11 антиатомів. Пізніше аналогічний дослід був проведений у Фермілабі, в результаті якого було отримано близько 30 антиатомів. Проте, оскільки отримані атоми мали високу кінетичну енергію, утримати їх не було можливо. У 2000 році у ЦЕРН був побудований сповільнювач антипротонів. Шляхом змішення ультрахолодних позитронів і антипротонів, у 2002 році були отримані холодні антиатоми у достатніх кількостях для вивчення їх властивостей.
19 грудня 2016 року в ЦЕРНі вперше спостерігали спектр антигідрогену.

## Отримання і зберігання
Для створення холодних антиатомів потрібні антипротони, позитрони, а також спосіб утримати їх в одному просторі.
Джерелом антипротонів є реакція {\displaystyle p+p\to p+p+p+{\bar {p}}}, для якої протонами, розігнаними до енергії понад 26 ГеВ у протонному синхротроні, опромінюють мішень з іридію. Отримані антипротони мають енергію близько 3,6 ГеВ, і розлітаються в усіх напрямках. Для подальшої роботи вони фокусуються у тонкий пучок магнітними лінзами і потрапляють у сповільнювач антипротонів (antiproton decelerator — AD), де вони сповільнюються потужними електричними полями. При цьому, щоб пучок не розсіювався при сповільнені, його «охолоджують» (зменшують розбіжності по імпульсу) у кілька етапів. На першому, що має назву стохастичне охолодження, протони нормалізуються за імпульсом і напрямком польоту за рахунок введення зворотного зв'язку у систему — сигнальні електроди фіксують частинки, що занадто відхиляються від середнього положення, і подають сигнали на виконавчі електроди, що діють на ці частинки, зміщуючи їх імпульси до середніх (система налаштована таким чином, що сигнальні і виконавчі електроди розташовані на відстані кількох цілих періодів коливань антипротонів навколо положення центру мас). Зменшення поздовжного і поперечного розкиду імпульсів відбувається незалежно.. Наступний етап — електронне охолодження — може використовуватися, коли енергія антипротонів падає нижче за 300 МеВ. Під час нього, пучок антипротонів суміщують з пучком електронів, що рухаються у тому ж напрямку з тією ж швидкістю. У системі центру мас це виглядає як дві нерухомі негативно заряджені хмари частинок, занурені одна в одну. Оскільки електрони значно легші за антипротони, «теплота» хмари антипротонів (їх відносна швидкість) передається електронам, хмара антипротонів стискається, а їх відносні імпульси збігаються з точністю до 0,01 %. Антипротони що виходять з сповільнювача мають енергію 5,1 МеВ. На фінальному етапі сповільнення протони проходять скрізь тонку металеву фольгу, під час чого більша їх частина (99,9 %) анігілює, проте енергія деяких з них падає до менш ніж 10 КеВ. Такі повільні частинки можуть бути утриманими пастками Пеннінга — спеціальними пристроями, де статичні електромагнітні поля змушують заряджені частинки летіти по замкненим траєкторіям.
Отримання пучків низькоенергетичних позитронів є значно більш простою задачею, оскільки існують джерела відносно низькоенергетичних позитронів, такі як Na-22., що випускає позитрони з енергією 545 КеВ. Ці позитрони після випромінення потрапляють в камеру з азотом, в результаті зіткнень з атомами якого вони втрачають енергію. Після цього позитрони сповільнюються завдяки синхротронному випромінюванню у сильному магнітному полі. Останнім етапом сповільнення позитронів є процес охолодження випаровуванням, при якому швидкі позитрони вилітають з магнітної пастки, знижуючи при цьому середній рівень енергії системи.

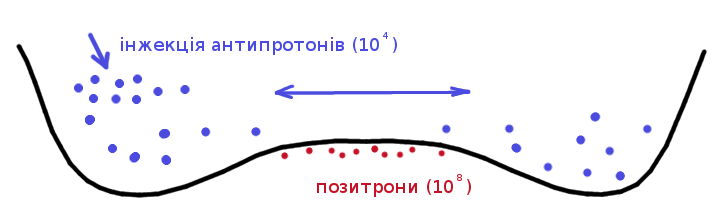
Схематична будова рекомбінаційної пастки

Охолоджені позитрони і антипротони далі потрапляють у рекомбінаційну пастку, електричне поле в якому має W-подібну форму, що дозволяє знаходитись там і позитивно і негативно зарядженим частинкам — позитрони розташовуються в центрі а антипротони — навколо них. При цьому, антипротони мають достатньо енергії щоб зайти в центр пастки, де вони сповільнюються, стикаючись з позитронами, а потім рекомбінують, утворюючи антиатоми. Найбільш ефективною реакцією в цьому випадку є потрійна реакція антипротона і двох позитронів. Утворений антиатом є електрично нейтральним, тому електричні поля вже не можуть його втримати. Для зберігання антиречовини використовують спеціальні магнітні пастки, що працюють завдяки наявності магнітного моменту у антигідрогену. Варто зазначити, що більша частина отриманих антиатомів рухаються занадто швидко, тому з 50 тисяч отриманих антиатомів лише одиниці (наразі найкращий результат — 20) лишаються в пастці. Середній час життя антиводню у такій пастці складає 60 годин

## Спектр
Дослідження спектру антиводню є вкрай важливим, оскільки воно здатне продемонструвати найтонші відмінності матерії і антиматерії. Згідно принципу CPT-симетрії, таких відмінностей не має бути, тому їх виявлення може стати вікном до Нової фізики. З іншого боку, видима асиметрія між матерією і антиматерією у Всесвіті дозволяє припускати, що такі відмінності все ж існують. Наразі частота переходу 1S-2S для водню виміряна з точністю до 10−15.
У експерименті ALPHA, до 20 атомів антигідрогену були спіймані у магнітні пастки, а потім, з використанням методів двофотонної спектроскопії (двофотонна спектроскопія означає, що поглиналися два фотони) була виміряна енергія переходу з базового на перший збуджений рівень. Вимірювання були проведені з точністю 2×10−12 і не виявили жодної різниці з спектром водню. Також під час експерименту були виміряні параметри надтонкої структури спектру а також розщеплення викликане ефектом Зеемана.

## Гравітаційна взаємодія
Ще з моменту теоретичного передбачення існування античастинок, висувалися припущення, що вони можуть взаємодіяти гравітаційно нестандартним чином — наприклад, падати догори. Для визначення гравітаційної маси нейтральні системи підходять значно більше ніж заряджені частинки, оскільки електромагнітні сили, що діють на них є на багато порядків більшими ніж гравітаційні. Наразі питання про гравітаційну взаємодію антиматерії не є остаточно вирішеним.